# 基里亞科斯·帕帕佐普洛斯
基里亞科斯·帕帕佐普洛斯（希臘語：Κυριάκος Παπαδόπουλος；1992年2月23日—）是希臘的一位足球運動員，在場上司職後衛。他代表希臘國家足球隊參賽。